# Bente Fokkens
Bente Fokkens (Amsterdam, 29 september 2000) is een Nederlands actrice en zangeres, onder meer bekend van haar rol in de bioscoopfilm Kappen!

## Biografie
Fokkens deed in 2012 mee aan The Voice Kids. Tijdens haar auditie coverde ze het nummer 'Lost' van Anouk. In 2014 begon Fokkens' acteercarrière toen zij de hoofdrol speelde in Loenatik, te gek. Daarna speelde ze onder andere in Schone handen, Misfit 1, 2 & 3, De 12 van Schouwendam en Locked Out.
Naast haar acteerwerk is Fokkens ook muzikaal. Ze zingt, schrijft haar eigen nummers en speelt gitaar. Begin 2018 tekende ze bij platenlabel Top Notch. Op dat moment zat ze nog op de middelbare school. Twee jaar later verscheen de single Luchtballonnen. In mei 2020 volgde de ep Liefste, ken je mij. Voor dit project werkte Fokkens samen met bekende producers Sim Fane, Project Money en Tom Meijer. Tijdens de zoektocht naar haar eigen geluid werden van de titeltrack achttien verschillende versies opgenomen.
Begin mei 2021 verscheen het nummer Nee is nee, een duet met Maan. Met het nummer willen zij een steentje bijdragen aan de discussie rondom straatintimidatie. Met dit nummer behaalde Fokkens haar eerste hitnotering; het nummer kwam binnen op de 28e plek in de Nederlandse Single Top 100.
In 2022 was Fokkens samen met S10 en Sor te zien in een aflevering van de YouTube serie De Kluis van StukTV. Ook deed ze mee aan Het perfecte plaatje, naast onder anderen Najib Amhali en Maik de Boer. In oktober en november 2022 was Bente het voorprogramma van Froukje. Op 11 november 2022 om 11:11 uur kwam haar debuutalbum Als ik met de wind kon dansen uit.
Op 21 januari 2024 stond Bente in een uitverkochte Cloud Nine en paar dagen later in een uitverkochte Paradiso. Vanaf februari tot april 2024 gaf Bente haar eerste clubtour, ze stond later dat voorjaar op Paaspop, Concert At Sea en Pinkpop. In het najaar van 2024 bracht ze haar tweede album uit: Drift.

## Discografie

### Studioalbums
- Als ik met de de wind kon dansen (2022)
- Drift (2024)

Hitnoteringen:
| Album                         | Verschijnen      | Label     | Hitlijsten | Hitlijsten | Opmerkingen |
| Album                         | Verschijnen      | Label     | NL         | NL         | Opmerkingen |
| Album                         | Verschijnen      | Label     | Piek       | Weken      | Opmerkingen |
| ----------------------------- | ---------------- | --------- | ---------- | ---------- | ----------- |
| Als ik met de wind kon dansen | 10 november 2022 | Top Notch | 32         | 2          | Studioalbum |
| Drift                         | 3 oktober 2024   | Top Notch | 54         | 1          | Studioalbum |

### Ep's
- What I Feel (2014)
- Liefste, ken je mij (2020)

### Singles
- What I Feel (2014)
- Days of Old (2016)
- Luchtballonnen (2020)
- Kom dan (2020)
- Liefste, ken je mij (2020)
- Ga maar (2021)
- Morgen (2021)
- Nee is nee (2021) (samen met Maan)
- Met je zijn (2021)
- Stil bij mij (2022)
- Maak me wakker (2022)
- Als geen ander (2022) (samen met MEAU)
- Zolang dit liedje duurt (2023)
- Mama kijk ik kan het zelf (2023)
- Maar niet met jou erbij (2023)
- Huil maar niet om mij (2024)
- Wie is zij (2024) (samen met Roxeanne Hazes)
- Hoe hou ik dit vast (2025) (samen met BLØF)

Hitnoteringen:
| Lied                           | Verschijnen | Album | Hitlijsten  | Hitlijsten  | Hitlijsten   | Hitlijsten   | Opmerkingen |
| Lied                           | Verschijnen | Album | NL (Top 40) | NL (Top 40) | NL (Top 100) | NL (Top 100) | Opmerkingen |
| Lied                           | Verschijnen | Album | Piek        | Weken       | Piek         | Weken        | Opmerkingen |
| ------------------------------ | ----------- | ----- | ----------- | ----------- | ------------ | ------------ | ----------- |
| Nee is nee (met Maan)          | 6 mei 2021  | —     | tip 2       | —           | 18           | 12           |             |
| Hoe hou ik dit vast (met BLØF) | 29 mei 2025 | —     | tip 3*      | —           | 47           | 5*           |             |

- MusicBrainz: 06508b56-1486-4eac-9c56-2f03f23a1a67
- Virtual International Authority File: 4235152865739304940008